# Cucina di Okinawa

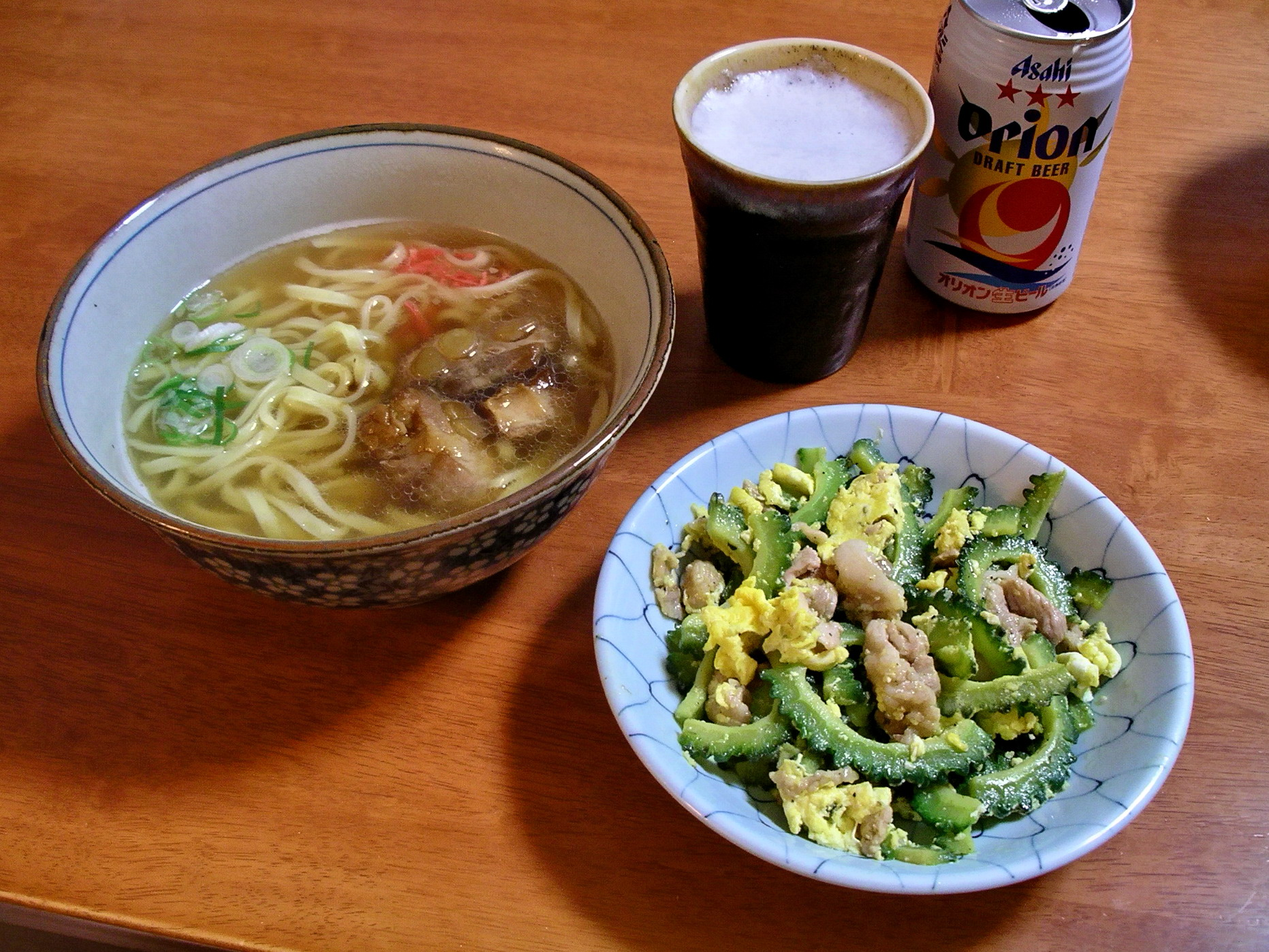
Soba di Okinawa e Goya chanpuru con birra locale Orion

La cucina di Okinawa o cucina delle Ryūkyū è la cucina delle isole giapponesi di Okinawa.
A causa delle differenze culturali, storiche, climatiche, la cucina di Okinawa differisce dalla cucina giapponese delle altre isole principali.

## Storia
La cucina di Okinawa ha influenze della cucina cinese e della cucina del sud-est asiatico grazie ai commerci che l'arcipelago delle Ryūkyū intratteneva da molti secoli con tali zone asiatiche.
La patata dolce fu introdotta ad Okinawa nel 1605, e diventò un alimento di base usato ancora oggi.
Un articolo sul cibo di Okinawa scritto da Kikkoman afferma che il goya (Melone amaro) e il nabera furono introdotti dal sud-est asiatico.
Sin da quando Ryukyu fu tributario della Cina, i cuochi delle Ryukyu viaggiavano verso la Provincia del Fujian per imparare le pratiche della cucina cinese.
Il metodo di distillazione dell'awamori, proveniente dal Siam (l'odierna Thailandia), arrivò ad Okinawa nel XV secolo.
Dopo l'invasione giapponese del Regno delle Ryūkyū, i cuochi di Okinawa viaggiarono verso il Giappone e ne studiarono la cucina, della quale subirono l'influenza.

## Ingredienti
- Carne
  - Maiale
  - Soki
  - Manzo
  - Capra
  - Pesce

- Frutta
  - Ananas
  - Papaya
  - Mango
  - Frutto della Passione
  - Guava
  - Limoni

- Verdure
  - Cavolo
  - Goya/zucca amara
  - Hechima/Luffa
  - Shikuwasa
  - Yam
  - Taro
  - Alghe
  - Aglio
  - Cipolla
  - Pomodoro
  - Insalata

- Prodotti di fagioli
  - Tofu

- Cereali e prodotti del grano
  - Riso bianco
  - Riso integrale
  - Seitan

## Tipici piatti di Okinawa

### Piatti principali
- Goya chanpurū
- Okinawa soba
- Riso Taco

### Contorni
- Umi-budō
- Hirayachi

### Bevande alcoliche
- Awamori
- Birra Orion

### Dolci
- Chinsuko
- Sata andagi